# Motala ström
El Motala ström és un riu que du les aigües del llac Vättern, el segon més gran de Suècia, fins al mar Bàltic a Norrköping (concretament a la badia de Brå). Rep el nom de la ciutat de Motala, on comença (ström vol dir "corrent" o "flux" en suec).
En el seu recorregut travessa els llacs Boren, Roxen i Glan tot seguint una direcció oest-est.
Malgrat el seu feble pendent (el llac Vättern està situat a 88 metres sobre el nivell del mar), compta amb diversos aprofitaments hidroelèctrics.
A començaments del segle xix hom construí paral·lel al Motala ström el Göta Canal.

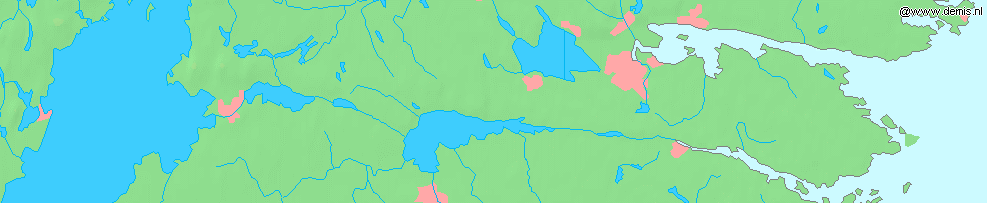
Recorregut del Motala ström des del llac Vättern (esquerra) fins al mar Bàltic (dreta)